# Chypre aux Jeux olympiques d'hiver de 2022
Chypre participe aux Jeux olympiques d'hiver de 2022 à Pékin en Chine du 9 au 20 février 2022. Il s'agit de sa douzième participation à des Jeux d'hiver.
La délégation ne compte qu'un seul participant.

## Résultats en ski alpin
Yianno Kouyoumdjian, skieur de 25 ans originaire de Nicosie, parvient à décrocher un quota sur le slalom et le slalom géant même s'il est classé au-delà de la 3000e place ; il avait fini avant-dernier aux championnats du monde en slalom.
| Athlète             | Épreuve      | 1re manche    | 1re manche | 2e manche     | 2e manche | Total         | Total   |
| Athlète             | Épreuve      | Temps         | Rang       | Temps         | Rang      | Temps         | Rang    |
| ------------------- | ------------ | ------------- | ---------- | ------------- | --------- | ------------- | ------- |
| Yianno Kouyoumdjian | Slalom       | Abandon       | Abandon    | Éliminé       | Éliminé   | Éliminé       | Éliminé |
| Yianno Kouyoumdjian | Slalom géant | 1 min 20 s 66 | 50e        | 1 min 21 s 85 | 39e       | 2 min 42 s 51 | 42e     |